# Junco do Maranhão
Junco do Maranhão är en kommun i Brasilien.   Den ligger i delstaten Maranhão, i den nordöstra delen av landet, 1 600 km norr om huvudstaden Brasília. Antalet invånare är 4 020.
Omgivningarna runt Junco do Maranhão är en mosaik av jordbruksmark och naturlig växtlighet. Runt Junco do Maranhão är det ganska glesbefolkat, med 24 invånare per kvadratkilometer.